# Blaimont
Blaimont (en wallon Blémont) est une section de la commune belge d'Hastière située en Région wallonne dans la province de Namur. Le dernier Bourgmestre de Blaimont est mort le 2 août 1976, soit 6 mois avant la fusion des communes.
C'était une commune à part entière avant la fusion des communes de 1977.

## Évolution démographique
- Source: DGS, 1831 à 1970=recensements population, 1976= habitants au 31 décembre

## Économie

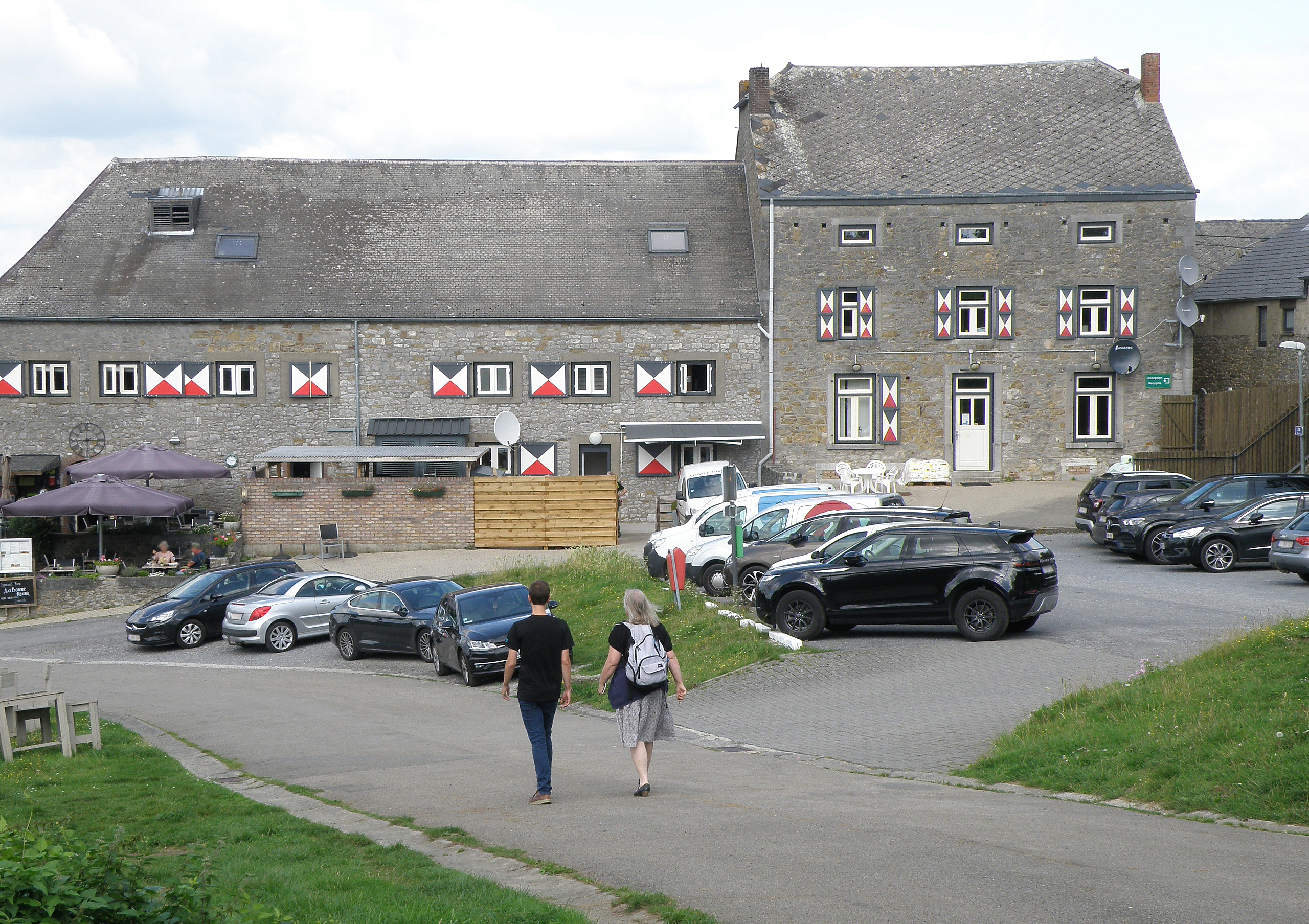
Demeure ancienne dans le centre de Blaimont.

La principale ressource économique du village est le tourisme.
En effet, deux domaines touristiques sont installés depuis la fusion des communes : le domaine Vallée Les Etoiles et le domaine du Bonsoy (copropriété).
Autre ressource, l'agriculture qui entretient ce paisible village.